# Riesenschnake
Die Riesenschnake (Tipula maxima) ist eine Mücke aus der Familie der Schnaken (Tipulidae).

## Merkmale

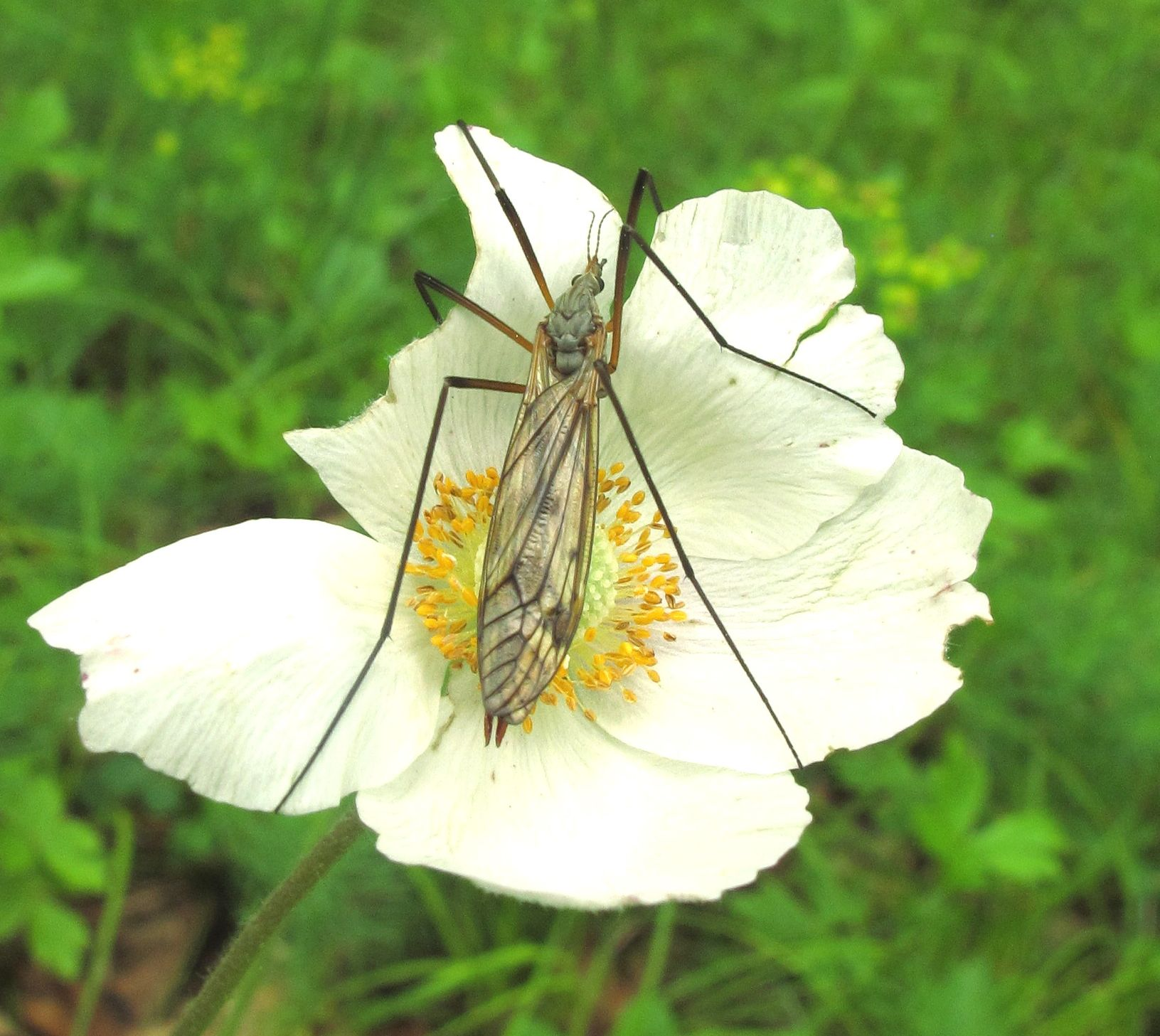
Riesenschnake mit zusammengefalteten Flügeln auf Wald-Windröschen

Die Tiere erreichen eine Körperlänge von bis zu 40 Millimetern, bei einer Spannweite von 33 bis 65 Millimetern und sind damit die größten der in Mitteleuropa heimischen Schnaken. Ihre Beine sind darüber hinaus fast doppelt so lang wie der Körper. Die Flügel weisen am Vorderrand drei scharf abgegrenzte, etwa dreieckige, braune Flecken auf. Am hinteren Teil der Flügel befinden sich weitere, undeutlich abgegrenzte, graue Flecken. Die Hinterflügel sind zu Schwingkölbchen (Halteren) reduziert. Die Tiere haben neben den Facettenaugen keine Punktaugen (Ocelli). Der Hinterleib ist braungrau und trägt auf den Seiten dunkle Flecken. Bei den Weibchen ist er hinten spitz zulaufend und endet in einem Legestachel (Ovipositor), mit dem die Eier abgelegt werden.

## Vorkommen
Die Riesenschnaken kommen in den gemäßigten Breiten Europas vor. Sie leben in feuchten Gebieten, wie z. B. um Quellen und Bäche. Sie sind überwiegend im Bergland zu finden und sind stellenweise häufig vorkommend. Sie fliegen von Mai bis Juli.

## Lebensweise
Die Larven werden etwa 30 Millimeter lang und leben im Uferbereich von kleinen Fließgewässern im Flachwasser. Die zweite Generation überwintert im Herbst.